# Kazimierz Kowalski (działacz narodowy)
Kazimierz Kowalski (ur. 1 marca 1882 w Zawierciu, zm. 25 czerwca 1962 w Szarczu) – był jednym z czołowych działaczy i prezesem Rodła w Szarczu i Pszczewie. 

## Życiorys
Urodził się w rodzinie chłopskiej w Zawierciu. Ukończył szkołę podstawową i od 10 roku życia pracował na roli. W latach 1902–1904 służył w armii pruskiej w Poznaniu. W 1904 ożenił się z córką polskiego rolnika z Łowynia, Emilią Semkło i przejął rolnictwo wujów w Szarczu. W tym samym roku współorganizował Towarzystwo Robotników Polskich w Pszczewie skupiające około 50 osób z Pszczewa, Szarcza, Stołunia i Zielomyśla. Działał w jego zarządzie aż do 1939. Organizował amatorski ruch artystyczny, czytelnictwo polskich książek i prasy. Utrzymywał kontakt z polskimi organizacjami w Poznaniu i na Pomorzu. Był korespondentem Gazety Grudziądzkiej. Reprezentował interesy polskiej mniejszości narodowej z okolicy Szarcza i Pszczewa oraz wchodził w skład lokalnych komitetów wyborczych. Podczas I wojny światowej służył w armii pruskiej na froncie zachodnim jako sanitariusz. W latach 1919–1920 był jednym z organizatorów akcji na rzecz przyłączenia Pszczewa i okolic do Polski. W sierpniu 1919, wraz z Ludwikiem Wittchenem i Wojciechem Poczekajem z Pszczewa, w imieniu polskiej ludności przedłożył delegacji Międzynarodowej Komisji Granicznej memoriał wraz z protestem przeciwko postanowieniom traktatu wersalskiego pozostawiającym Pszczew wraz z okolicą w Niemczech.
W 1923 zorganizował liczące 70 członków koło Związku Polaków w Niemczech w Pszczewie, którego był prezesem do 1939. Był również członkiem rady nadzorczej pszczewskiego Banku Ludowego. Doprowadził do odrzucenia wniosku o przekazanie przez bank kwoty pieniężnej na rzecz "Adolf Hitler - Spende" za co został w 1936 roku usunięty z rady. We wrześniu 1939 został aresztowany i wywieziony do obozu koncentracyjnego w Sachsenhausen. Po wyzwoleniu powrócił do Szarcza, był radnym, sołtysem i działaczem ZBoWiD-u. Został odznaczony Złotym Krzyżem Zasługi oraz Krzyżem Oficerskim Orderu Odrodzenia Polski.
Nazywany był "ostatnim Królem Polaków na Pograniczu".